# Roger Jönsson
Roger Nils Börje Jönsson, född 25 februari 1952 i Linköping, död 1 februari 1984 i Stockholm, var en svensk revyartist.

## Biografi
Jönsson anlitades av regissören Lars Jacob för att spela med i musikalparodin Wild side story på Alexandra's i Stockholm 1975.
Jönsson sammanförde Christer Lindarw med Lars Jacob och ledningen på Alexandra's, och Jönsson och Lindarw kom att tillsammans ha framträdande roller i showen, vilket ledde till dragshowens uppkomst i Sverige på samma scen och de senare framgångarna i After Dark. Av Lars Jacob fick de artistnamnen Maj Gadd (Jönsson) och Zsa Zsa Shakespeer (Lindarw) eftersom den senare var mycket tveksam till att framträda under eget namn.
Bland de nummer som Maj Gadd framförde fanns "Let it please be him" med Vikki Carr, då gamla telefoner krossades med hammare av ett kvinnligt väsen insvept i chiffongnegligé. Under Brigitte Bardots "Le soleil" besköts adel och kändisar med vattenpistol av Jönsson iförd prickig minibikini och ett stort blont hårsvall.
Vägen hade redan beretts under hösten 1975 av amerikanen Steve Vigil. Starka svenska opinionsbildare och samhällstoppar i Alexandras stampublik bidrog till en ovanligt snabb uppmärksamhet och framgång.
Nattklubbens amerikanske ägare Tom Macksey var överens med kompanjonen Alexandra Charles redan 1974 när hon förutspådde succé då Lars Jacob först engagerade henne för att ta över sin urensemble från Miami Beach (de kubanska flyktingarna i huvudrollerna vågade emellertid inte lämna USA av rädsla för att inte bli återinsläppta).
Roger Jönsson, som även arbetade heltid som sjuksköterska på akutmottagningen på Sabbatsbergs sjukhus i Stockholm, lämnade After Dark år 1981 och övergick till gruppen Surprise Sisters som var inriktad på en mer respektlös humor.

## Död
Roger Jönsson avslutade sitt liv 1984. Han är begravd på Norra griftegården i Linköping.